# Puchar Wysp Owczych w piłce nożnej (1986)
Puchar Wysp Owczych w piłce nożnej mężczyzn 1986 (far. Løgmanssteypið) – 40. edycja rozgrywek mających na celu wyłonienie zdobywcy Pucharu Wysp Owczych. Tytułu bronił klub GÍ Gøta, a przejął go NSÍ Runavík.

## Uczestnicy
W Pucharze Wysp Owczych wzięły udział drużyny ze wszystkich poziomów ligowych na archipelagu.
| Grający od rundy eliminacyjnej                                                                | Grający od rundy wstępnej | Grający od rundy eliminacyjnej                                                   | Grający od rundy wstępnej | Grający od rundy eliminacyjnej                                      | Grający od rundy eliminacyjnej |
| 1. deild 1986 8 drużyn                                                                        | 1. deild 1986 8 drużyn    | 2. deild 1986 7 drużyn                                                           | 2. deild 1986 7 drużyn    | 3. deild 1986 5 drużyn                                              | 4. deild 1986 2 drużyny        |
| - B36 Tórshavn - B68 Toftir - HB Tórshavn - KÍ Klaksvík - LÍF Leirvík - GÍ Gøta - NSÍ Runavík | - TB Tvøroyri             | - EB Eiði - ÍF Fuglafjørður - MB Miðvágur - SÍ Sumba - SÍF Sandavágur - VB Vágur | - Royn Hvalba             | - B71 Sandoy - Fram Tórshavn - ÍF Streymur - SÍ Sørvágur - Skála ÍF | - AB Argir - SB Strendur       |

## Terminarz
| Runda              | Data pierwszego meczu         | Data drugiego meczu | Uwagi                                                               |
| ------------------ | ----------------------------- | ------------------- | ------------------------------------------------------------------- |
| Runda wstępna      | 20 kwietnia 1986              | nie rozgrywa się    | Udział rozpoczęły TB Tvøroyri i Royn Hvalba.                        |
| Runda eliminacyjna | 30 kwietnia, 7 i 14 maja 1986 | nie rozgrywa się    | Udział rozpoczęły pozostałe drużyny ze wszystkich poziomów ligowych |
| Ćwierćfinał        | 19 maja 1986                  | nie rozgrywa się    |                                                                     |
| Półfinał           | 1 czerwca 1986                | 29 czerwca 1986     |                                                                     |
| Finał              | 6 lipca 1986                  | nie rozgrywa się    |                                                                     |

## Runda wstępna
| 20 kwietnia 1986 | Royn Hvalba       | 1:2   | TB Tvøroyri                            |                                                         |
|                  | Vilmund Michelsen | (1:0) | Egill Steinþórsson · 84' John Rødgaard | á Skørðunum, Hvalba Sędzia: Magni Eidesgaard (VB Vágur) |

## Runda eliminacyjna

### 1. runda
| Drużyna 1        | Wynik   | Drużyna 2      |
| ---------------- | ------- | -------------- |
| 30 kwietnia 1986 |         |                |
| Fram Tórshavn    | 0:1     | Skála ÍF       |
| B68 Toftir       | 2:3     | HB Tórshavn    |
| VB Vágur         | 2:1     | SÍ Sumba       |
| MB Miðvágur      | 3:2 pd. | SÍF Sandavágur |
| ÍF Streymur      | 1:2     | EB Eiði        |

| 30 kwietnia 1986 | Fram Tórshavn | 0:1 | Skála ÍF |                                                                       |
|                  |               |     |          | Gundadalur (ovari vøllur), Tórshavn Sędzia: Agnar Bech (B36 Tórshavn) |

| 30 kwietnia 1986 | B68 Toftir                             | 2:3   | HB Tórshavn                                                  |                                                                      |
|                  | Eyðfinn Olsen 30' · Aksel Højgaard 70' | (1:2) | 25' Bjarni Jakobsen · 42' Benny Falkenberg · 65' Gunnar Mohr | Svangaskarð, Toftir Widzów: 150 Sędzia: Niklas á Líðarenda (GÍ Gøta) |
| Jørn Kramer 88'  | 88' Eyðun Askildsen                    | (1:2) |                                                              | Svangaskarð, Toftir Widzów: 150 Sędzia: Niklas á Líðarenda (GÍ Gøta) |

| 30 kwietnia 1986 | VB Vágur | 2:1 | SÍ Sumba |                                                        |
|                  |          |     |          | á Eiðinum, Vágur Sędzia: Rudolf Niclasen (TB Tvøroyri) |

| 30 kwietnia 1986                    | MB Miðvágur          | 3:2 (pd.) | SÍF Sandavágur |                                                        |
|                                     |                      |           |                | MB-Arena, Miðvágur Sędzia: Sune Johansen (SÍ Sørvágur) |
| Dagbjørn Hansen · Mikkjal Danielsen | HafÞór Aðalsteinsson |           |                |                                                        |

| 30 kwietnia 1986 | ÍF Streymur | 1:2 | EB Eiði |                                                     |
|                  |             |     |         | á Mølini, Eiði Sędzia: Øssur Mohr (ÍF Fuglafjørður) |

### 2. runda
| Drużyna 1    | Wynik        | Drużyna 2       |
| ------------ | ------------ | --------------- |
| 7 maja 1986  |              |                 |
| KÍ Klaksvík  | 3:0 wo.      | SB Strendur     |
| LÍF Leirvík  | 4:4 (k. 5:3) | B71 Sandoy      |
| SÍ Sørvágur  | 0:4          | GÍ Gøta         |
| Skála ÍF     | 0:2          | HB Tórshavn     |
| TB Tvøroyri  | 5:0          | VB Vágur        |
| B36 Tórshavn | 0:1          | NSÍ Runavík     |
| 14 maja 1986 |              |                 |
| EB Eiði      | 0:1          | MB Miðvágur     |
| AB Argir     | 0:4          | ÍF Fuglafjørður |

| 7 maja 1986 | KÍ Klaksvík | 3:0 (wo.) | SB Strendur |                          |
|             |             |           |             | við Djúpumýrar, Klaksvík |

| 7 maja 1986       | LÍF Leirvík | 4:4 (pd.)                                                                    | B71 Sandoy                         |                                                       |
|                   |             |                                                                              | Eli Hentze · Jóan Petur Clementsen | uppi á Brekku, Leirvík Sędzia: Agga Joensen (GÍ Gøta) |
| Ólavur Finn Olsen |             |                                                                              |                                    | uppi á Brekku, Leirvík Sędzia: Agga Joensen (GÍ Gøta) |
|                   | Rzuty karne | · Eli Hentze · Marner Tausen · Bjarki Mohr · Torbjørn Jensen · Jákup Joensen |                                    | uppi á Brekku, Leirvík Sędzia: Agga Joensen (GÍ Gøta) |

| 7 maja 1986 | SÍ Sørvágur | 0:4 | GÍ Gøta |                                                                |
|             |             |     |         | á Dungasandi, Sørvágur Sędzia: Jóanis Nielsen (SÍF Sandavágur) |

| 7 maja 1986 | Skála ÍF | 0:2   | HB Tórshavn                            |                                                              |
|             |          | (0:0) | Niels Pauli Jacobsen · Eyðun Askildsen | undir Mýruhjalla, Skála Sędzia: Øssur Mohr (ÍF Fuglafjørður) |

| 7 maja 1986 | TB Tvøroyri | 5:0 | VB Vágur |                                                          |
|             |             |     |          | Sevmýri, Tvøroyri Sędzia: Petur Erhard Kjærbo (SÍ Sumba) |

| 7 maja 1986 | B36 Tórshavn | 0:1 | NSÍ Runavík |                                     |
|             |              |     |             | Gundadalur (ovari vøllur), Tórshavn |

| 14 maja 1986 | EB Eiði | 0:1 | MB Miðvágur |                                                       |
|              |         |     |             | á Mølini, Eiði Sędzia: Kim Ejdesgaard (Fram Tórshavn) |

| 14 maja 1986 | AB Argir | 0:4 | ÍF Fuglafjørður |                                                            |
|              |          |     |                 | Skansi Arena, Argir Sędzia: Sjúrður Norðbúð (B36 Tórshavn) |

## Runda finałowa

### Ćwierćfinały
| Drużyna 1       | Wynik        | Drużyna 2   |
| --------------- | ------------ | ----------- |
| 19 maja 1986    |              |             |
| KÍ Klaksvík     | 0:2          | LÍF Leirvík |
| ÍF Fuglafjørður | 2:0          | TB Tvøroyri |
| MB Miðvágur     | 4:4 (k. 4:6) | GÍ Gøta     |
| NSÍ Runavík     | 2:1          | HB Tórshavn |

| 19 maja 1986 | KÍ Klaksvík | 0:2   | LÍF Leirvík   |                                                                 |
|              |             | (0:0) | Martin Nugent | við Djúpumýrar, Klaksvík Sędzia: Kim Ejdesgaard (Fram Tórshavn) |

| 19 maja 1986   | ÍF Fuglafjørður                   | 2:0   | TB Tvøroyri |                                                                             |
|                | Odd Eliasen 65' · Bogi Lervig 82' | (0:0) |             | í Fløtugerði, Fuglafjørður Widzów: 300 Sędzia: Niklas á Líðarenda (GÍ Gøta) |
| Birgir Thomsen |                                   | (0:0) |             | í Fløtugerði, Fuglafjørður Widzów: 300 Sędzia: Niklas á Líðarenda (GÍ Gøta) |

| 19 maja 1986                                        | MB Miðvágur                                                         | 4:4 k. 5:6         | GÍ Gøta |                                                                      |
|                                                     | Petur Eiriksson 42' · Hans Jákup Poulsen · Valdemar á Løgmansbø 90' | (1:2, 3:3, k. 5:6) |         | MB-Arena, Miðvágur Widzów: 400 Sędzia: Martin á Mýrini (HB Tórshavn) |
| Dagbjørn Hansen · Petur Eiriksson · Petur Eiriksson | Páll Gregersen · Símun Petur Justinussen                            | (1:2, 3:3, k. 5:6) |         | MB-Arena, Miðvágur Widzów: 400 Sędzia: Martin á Mýrini (HB Tórshavn) |

| 19 maja 1986         | NSÍ Runavík                                      | 2:1   | HB Tórshavn     |                                                        |
|                      | Jens Martin Knudsen 24' (k.) · Abraham Løkin 76' | (1:0) | 60' Gunnar Mohr | við Løkin, Runavík Sędzia: Magni Eidesgaard (VB Vágur) |
| Jóan Petur Langgaard |                                                  | (1:0) |                 | við Løkin, Runavík Sędzia: Magni Eidesgaard (VB Vágur) |

### Półfinały
| Drużyna 1                            | Wynik dwumeczu | Drużyna 2       | Pierwszy mecz | Drugi mecz |
| ------------------------------------ | -------------- | --------------- | ------------- | ---------- |
| NSÍ Runavík                          | 4 – 4 (k. 6:5) | ÍF Fuglafjørður | 0:0           | 4:4        |
| GÍ Gøta                              | 3 – 3 (k. 3:2) | LÍF Leirvík     | 2:2           | 1:1        |
| Po lewej gospodarz pierwszego meczu. |                |                 |               |            |

#### Pierwsze mecze
| 1 czerwca 1986 | NSÍ Runavík | 0:0   | ÍF Fuglafjørður |                                                                    |
|                |             | (0:0) |                 | við Løkin, Runavík Widzów: 300 Sędzia: John Eysturoy (HB Tórshavn) |

| 1 czerwca 1986 | GÍ Gøta                                                | 2:2   | LÍF Leirvík                         |                                                            |
|                | Dánjal Jarnskor 65' · Símun Petur Justinussen 75' (k.) | (0:0) | 70' Leo Poulsen · 80' Martin Nugent | Sarpugerði, Norðragøta Sędzia: Magni Eidesgaard (VB Vágur) |

#### Rewanże
| 29 czerwca 1986       | ÍF Fuglafjørður | 4:4 k. 5:6      | NSÍ Runavík |                            |
|                       |                 |                 |             | í Fløtugerði, Fuglafjørður |
| · Ólavur Christiansen | Rzuty karne     | · Abraham Løkin |             |                            |

| 29 czerwca 1986 | LÍF Leirvík       | 1:1 k. 3:2              | GÍ Gøta |                                                          |
|                 | Martin Nugent 35' | (1:1, 1:1, 1:1, k. 3:2) | 2' ?    | uppi á Brekku, Leirvík Sędzia: Egga Jensen (HB Tórshavn) |
| Leo Poulsen     |                   | (1:1, 1:1, 1:1, k. 3:2) |         | uppi á Brekku, Leirvík Sędzia: Egga Jensen (HB Tórshavn) |

### Finał
| 6 lipca 1986 | NSÍ Runavík · Terji Hansen 58' · Abraham Løkin 75' | 2:1(0:1)Raport | LÍF Leirvík · 36' (k.) Torfinn Hansen | Gundadalur (ovari vøllur), Tórshavn Widzów: 400 Sędzia: Baldvin Baldvinsson (B36 Tórshavn) |
|              |                                                    |                |                                       |                                                                                            |

|               |    |                      |
|               |    |                      |
| BR            | 1  | Jens Martin Knudsen  |
| OB            | 2  | Ólavur Olsen         |
| OB            | 3  | Árni Midjord         |
| OB            | 5  | Eyðun Gaardbo        |
| OB            | 8  | Trygvi Mortensen     |
| OB            | 9  | Terji Hansen         |
| PO            | 4  | Poli Justinussen     |
| PO            | 6  | Oddfríður Gaardbo    |
| PO            | 7  | Jóan Petur Langgaard |
| PO            | 10 | Abraham Løkin (C)    |
| NA            | 11 | Ingolvur Gunnarson   |
| Rezerwowi:    |    |                      |
| PO            | 14 | Johnny Skibenæs      |
| ??            | 15 | Kári Finnsson        |
| ??            | 16 | Kristian E. Knudsen  |
| Trener:       |    |                      |
| Abraham Løkin |    |                      |

|                   |    |                     |
|                   |    |                     |
| BR                | 1  | Torfinn Hansen      |
| OB                | 4  | Sigurð Vatnhamar    |
| OB                | 5  | Sverri Heinesen     |
| OB                | 8  | Hans Mourits Foldbo |
| OB                | 10 | Páll Fróði Joensen  |
| OB                | 15 | Jógvan Júst Olsen   |
| PO                | 9  | Óli Jákup Joensen   |
| PO                | 17 | Ólavur Finn Olsen   |
| NA                | 6  | Berg Vatnhamar (C)  |
| NA                | 11 | Martin Nugent       |
| ??                | 3  | Árni Jacobsen       |
| Rezerwowi:        |    |                     |
| BR                | 12 | Ove Heinesen        |
| PO                | 7  | Kartin Hansen       |
| NA                | 18 | Leo Poulsen         |
| ??                | 13 | Kaj Eli Olsen       |
| ??                | 14 | John Olsen          |
| Trener:           |    |                     |
| Lasse Christensen |    |                     |

| Zdobywca Pucharu Wysp Owczych 1986 |
| NSÍ Runavík 1. tytuł               |
| ---------------------------------- |